# Saison 1955-1956 de la Juventus FC
Maillots
Chronologie
Saison précédente Saison suivante
La saison 1955-1956 de la Juventus Football Club est la cinquante-troisième de l'histoire du club, créé cinquante-neuf ans plus tôt en 1897.
Le club piémontais prend part au cours de cette saison à la 54e édition du championnat d'Italie (24e de Serie A).

## Historique
À la suite d'une saison précédente décevante, la Juventus se doit de réagir au cours de cette nouvelle saison.
Pour ce faire, l'équipe de Turin décide de changer son organisation, et c'est Umberto Agnelli, le frère cadet de Gianni (qui fut président de 1947 à 1954), qui devient le nouveau président du club, à seulement 21 ans (il devient le plus jeune président de l'histoire de la Juventus,).
Un nouvel entraîneur arrive également sur le banc bianconero, et c'est Sandro Puppo (connu pour valoriser et donner leur chance aux jeunes) qui remplace Aldo Olivieri.
L'effectif subit également de profonds changements, et le club enregistre de nombreuses arrivées, avec tout d'abord un nouveau gardien de but, Giuseppe Vavassori, puis les défenseurs Benito Boldi, Angelo Caroli et Pietro Giuliano. Au milieu de terrain arrivent le jeune lycéen Piero Aggradi (qui, après avoir passé un essai à la Lazio, signe au club pour la somme de 4 millions de lires) et Cesare Nay, tandis que l'attaque est renforcée par les arrivées de Antonio Barengo, Giorgio Bartolini, Stefano Francescon, Luca Frateschi, Guerrino Rossi, et du futur grand joueur bianconero Gino Stacchini, ainsi que des sud-américains Leonardo Colella et Juan Vairo (acheté pour 18 millions de lires, mais qui quittera le club en mars 1956 pour cause d'incompréhensions diverses).

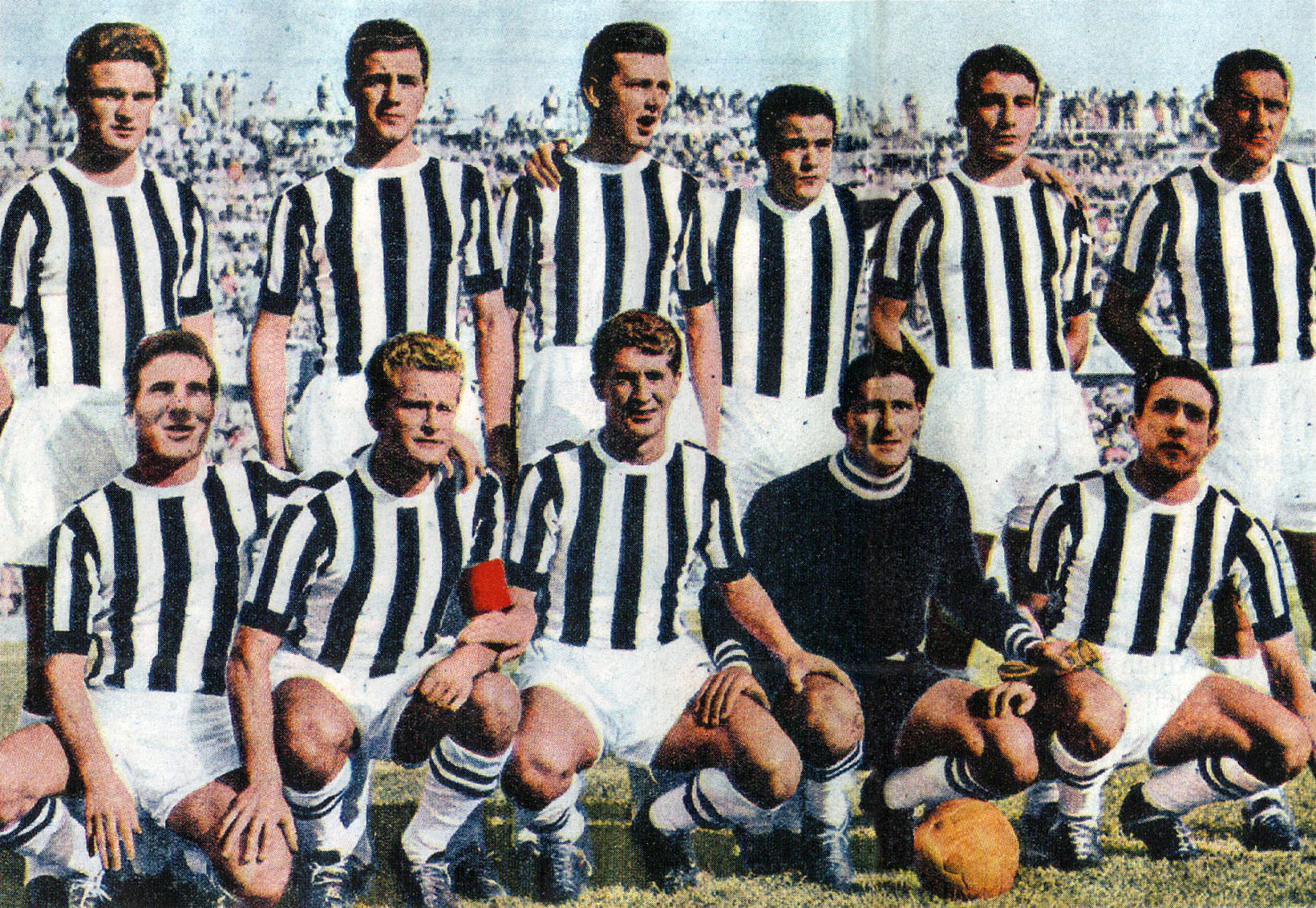
Les bianconeri au 12e rang en Serie A

C'est avec une équipe totalement remaniée que la Juventus FC reprend la compétition avec la Serie A 1955-1956. Puppo met alors en place à la Vieille Dame son programme de renouvellement et de rajeunissement de l'effectif, dès lors surnommé la Juve dei puppanti,, et donne la clé du jeu à ses jeunes nouvellement titulaires comme Aggradi, Emoli, Robotti et Vavassori.
La Juve joue son premier match à domicile, le dimanche 18 septembre 1955, qui se termine par un match nul 2 buts partout (doublé de Vairo) contre le SPAL, premier match d'un très mauvais début de saison, composé de nuls et de succès, les turinois remportant leur première victoire lors de la 8e journée, 2 buts à 1 contre Atalanta (grâce à un doublé de Montico). Ce premier succès en fut immédiatement suivit d'un autre la semaine suivante, le 13 novembre, sur le plus petit des scores contre le Genoa (but de Boniperti). Deux semaines plus tard, les piémontais réalisent à nouveau une série positive, alternant des victoires et quelques matchs nuls, et ce jusqu'à la 19e journée et leur 1-0 au Stadio Comunale contre Triestina. Mais ces succès refont ensuite tomber immédiatement les bianconeri dans leurs travers, subissant à partir de la défaite de Triestina une série de 3 défaites consécutives puis cinq matchs nuls d'affilée. N'arrivant plus à gagner le moindre match durant de nombreuses journées (aucun succès entre le 29 janvier et le 13 mai), ce n'est que lors de la 31e journée que la Vieille Dame respire un peu en s'imposant à l'extérieur 2-0 sur le terrain de l'Inter (avec un doublé de Colombo). Madama termine ensuite sa saison douloureuse avec une victoire, une défaite et un nul, jouant sa dernière rencontre le 3 juin, avec un score final de 2-2 contre Bologne (buts juventini de Colella et de Emoli sur penalty).
Avec un piètre bilan de seulement 8 victoires pour 17 nuls et 9 défaites, la Juventus Football Club réalise là, avec ses 33 points, la saison la plus catastrophique de son histoire (depuis l'instauration de la Serie A et par la même occasion des championnats à phase unique), pour un club qui pêcha surtout offensivement, Leonardo Colella terminant meilleur buteur du club avec seulement 7 buts.
Les profonds changements effectués par le club ne portèrent donc pas leurs fruits, avec une saison catastrophique à la clé pour la Juve.

## Déroulement de la saison

### Résultats en championnat
- Phase aller

| dimanche 18 septembre 1955 1re journée | Juventus      | 2 - 2 | SPAL                          | Stadio Comunale, Turin 16h00 Arbitre : Griggi |
| dimanche 18 septembre 1955 1re journée | Vairo 20e 30e |       | 25e Fabbri · 54e (csc) Turchi | Stadio Comunale, Turin 16h00 Arbitre : Griggi |

| dimanche 25 septembre 1955 2e journée | Triestina    | 1 - 1 | Juventus      | Stadio Comunale, Trieste 16h00 Arbitre : Orlandini |
| dimanche 25 septembre 1955 2e journée | Passarin 42e |       | 47e Boniperti | Stadio Comunale, Trieste 16h00 Arbitre : Orlandini |

| dimanche 2 octobre 1955 3e journée | Juventus | 0 - 4                                       | Fiorentina | Stadio Comunale, Turin 15h30 Arbitre : Piemonte |
| dimanche 2 octobre 1955 3e journée |          | 4e Montuori · 18e 88e Virgili · 54e Magnini |            | Stadio Comunale, Turin 15h30 Arbitre : Piemonte |

| dimanche 9 octobre 1955 4e journée | Torino | 0 - 0 | Juventus | Stadio Filadelfia, Turin 15h30 53 000 spectateurs Arbitre : Bernardi |
| dimanche 9 octobre 1955 4e journée |        |       |          | Stadio Filadelfia, Turin 15h30 53 000 spectateurs Arbitre : Bernardi |

| dimanche 16 octobre 1955 5e journée | Sampdoria      | 2 - 0 | Juventus | Stade Luigi-Ferraris, Gênes 15h00 Arbitre : Moriconi |
| dimanche 16 octobre 1955 5e journée | Ronzoni 7e 66e |       |          | Stade Luigi-Ferraris, Gênes 15h00 Arbitre : Moriconi |

| dimanche 22 octobre 1955 6e journée | Juventus        | 2 - 2 | Novare                    | Stadio Comunale, Turin 15h00 Arbitre : Campanati |
| dimanche 22 octobre 1955 6e journée | Montico 24e 49e |       | 29e Bronée · 45e Piccioni | Stadio Comunale, Turin 15h00 Arbitre : Campanati |

| dimanche 30 octobre 1955 7e journée | Roma       | 1 - 1 | Juventus   | Stadio dei Centomila, Rome 15h00 Arbitre : Bernardi |
| dimanche 30 octobre 1955 7e journée | Prenna 89e |       | 7e Oppezzo | Stadio dei Centomila, Rome 15h00 Arbitre : Bernardi |

| dimanche 6 novembre 1955 8e journée | Juventus        | 2 - 1 | Atalanta     | Stadio Comunale, Turin 14h30 Arbitre : Rigato |
| dimanche 6 novembre 1955 8e journée | Montico 12e 32e |       | 39e Bassetto | Stadio Comunale, Turin 14h30 Arbitre : Rigato |

| dimanche 13 novembre 1955 9e journée | Juventus      | 1 - 0 | Genoa | Stadio Comunale, Turin 14h30 Arbitre : Bernardi |
| dimanche 13 novembre 1955 9e journée | Boniperti 30e |       |       | Stadio Comunale, Turin 14h30 Arbitre : Bernardi |

| dimanche 4 décembre 1955 10e journée | Naples      | 1 - 1 | Juventus   | Stadio della Vittoria, Bari 14h30 Arbitre : Lo Bello |
| dimanche 4 décembre 1955 10e journée | Vinício 86e |       | 5e Colella | Stadio della Vittoria, Bari 14h30 Arbitre : Lo Bello |

| lundi 26 décembre 1955 12e journée | Milan                            | 3 - 1 | Juventus    | Stadio San Siro, Milan 14h30 Arbitre : Lo Bello |
| lundi 26 décembre 1955 12e journée | Ricagni 31e · Schiaffino 37e 62e |       | 48e Colella | Stadio San Siro, Milan 14h30 Arbitre : Lo Bello |

| jeudi 29 décembre 1955 11e journée | Juventus                      | 3 - 0 | Padoue | Stadio Comunale, Turin 14h30 Arbitre : Guarnaschelli |
| jeudi 29 décembre 1955 11e journée | Boniperti 51e 89e · Vairo 64e |       |        | Stadio Comunale, Turin 14h30 Arbitre : Guarnaschelli |

| dimanche 1er janvier 1956 13e journée | Juventus      | 1 - 0 | Lazio | Stadio Comunale, Turin 14h30 Arbitre : Righi |
| dimanche 1er janvier 1956 13e journée | Boniperti 23e |       |       | Stadio Comunale, Turin 14h30 Arbitre : Righi |

| dimanche 8 janvier 1956 14e journée | Juventus    | 1 - 0 | Inter | Stadio Comunale, Turin 14h30 Arbitre : Orlandini |
| dimanche 8 janvier 1956 14e journée | Colella 75e |       |       | Stadio Comunale, Turin 14h30 Arbitre : Orlandini |

| dimanche 15 janvier 1956 15e journée | Pro Patria         | 2 - 2 | Juventus                       | Stadio Comunale, Busto Arsizio 14h30 Arbitre : Piemonte |
| dimanche 15 janvier 1956 15e journée | Vicariotto 21e 76e |       | 13e Colella · 48e (pen.) Emoli | Stadio Comunale, Busto Arsizio 14h30 Arbitre : Piemonte |

| dimanche 22 janvier 1956 16e journée | Juventus | 0 - 0 | Lanerossi Vicence | Stadio Comunale, Turin 14h30 Arbitre : Campanati |
| dimanche 22 janvier 1956 16e journée |          |       |                   | Stadio Comunale, Turin 14h30 Arbitre : Campanati |

| dimanche 29 janvier 1956 17e journée | Bologne | 0 - 1      | Juventus | Stadio Comunale, Bologne 14h30 Arbitre : Perego |
| dimanche 29 janvier 1956 17e journée |         | 49e Caroli |          | Stadio Comunale, Bologne 14h30 Arbitre : Perego |

- Phase retour

| dimanche 5 février 1956 18e journée | SPAL | 0 - 0 | Juventus | Stadio Comunale, Ferrare 14h30 Arbitre : Lo Bello |
| dimanche 5 février 1956 18e journée |      |       |          | Stadio Comunale, Ferrare 14h30 Arbitre : Lo Bello |

| dimanche 19 février 1956 19e journée | Juventus | 0 - 1         | Triestina | Stadio Comunale, Turin 15h00 Arbitre : Righi |
| dimanche 19 février 1956 19e journée |          | 71e Lucentini |           | Stadio Comunale, Turin 15h00 Arbitre : Righi |

| dimanche 26 février 1956 20e journée | Fiorentina               | 2 - 0 | Juventus | Stadio Comunale, Florence 15h00 Arbitre : Piemonte |
| dimanche 26 février 1956 20e journée | Montuori 86e · Prini 88e |       |          | Stadio Comunale, Florence 15h00 Arbitre : Piemonte |

| dimanche 4 mars 1956 21e journée | Juventus | 0 - 2                     | Torino | Stadio Comunale, Turin 15h00 Arbitre : Marchetti |
| dimanche 4 mars 1956 21e journée |          | 36e Bertoloni · 86e Bühtz |        | Stadio Comunale, Turin 15h00 Arbitre : Marchetti |

| samedi 10 mars 1956 22e journée | Juventus                          | 2 - 2 | Sampdoria              | Stadio Comunale, Turin 15h00 Arbitre : De Gregorio |
| samedi 10 mars 1956 22e journée | Emoli 24e (pen.) · Francescon 38e |       | 31e Meroi · 90e Farina | Stadio Comunale, Turin 15h00 Arbitre : De Gregorio |

| lundi 19 mars 1956 23e journée | Novare | 0 - 0 | Juventus | Stadio Comunale, Novare 15h00 Arbitre : Marchetti |
| lundi 19 mars 1956 23e journée |        |       |          | Stadio Comunale, Novare 15h00 Arbitre : Marchetti |

| samedi 24 mars 1956 24e journée | Juventus | 0 - 0 | Roma | Stadio Comunale, Turin 15h00 Arbitre : Piemonte |
| samedi 24 mars 1956 24e journée |          |       |      | Stadio Comunale, Turin 15h00 Arbitre : Piemonte |

| dimanche 1er avril 1956 25e journée | Atalanta       | 1 - 1 | Juventus      | Stadio Comunale, Bergame 15h30 Arbitre : Marchese |
| dimanche 1er avril 1956 25e journée | Sabbatella 28e |       | 17e Bartolini | Stadio Comunale, Bergame 15h30 Arbitre : Marchese |

| dimanche 8 avril 1956 26e journée | Genoa | 0 - 0 | Juventus | Stade Luigi-Ferraris, Gênes 15h30 Arbitre : Coppa |
| dimanche 8 avril 1956 26e journée |       |       |          | Stade Luigi-Ferraris, Gênes 15h30 Arbitre : Coppa |

| dimanche 15 avril 1956 27e journée | Juventus | 0 - 1       | Naples | Stadio Comunale, Turin 15h30 Arbitre : Marchetti |
| dimanche 15 avril 1956 27e journée |          | 17e Jeppson |        | Stadio Comunale, Turin 15h30 Arbitre : Marchetti |

| dimanche 29 avril 1956 28e journée | Padoue         | 1 - 1 | Juventus           | Stadio Silvio Appiani, Padoue 15h30 Arbitre : Bernardi |
| dimanche 29 avril 1956 28e journée | Bonistalli 81e |       | 61e (pen.) Montico | Stadio Silvio Appiani, Padoue 15h30 Arbitre : Bernardi |

| dimanche 6 mai 1956 29e journée | Juventus | 0 - 0 | Milan | Stadio Comunale, Turin 16h00 Arbitre : Roman |
| dimanche 6 mai 1956 29e journée |          |       |       | Stadio Comunale, Turin 16h00 Arbitre : Roman |

| jeudi 10 mai 1956 30e journée | Lazio                         | 2 - 0 | Juventus | Stadio dei Centomila, Rome 16h00 Arbitre : Menchini |
| jeudi 10 mai 1956 30e journée | Muccinelli 6e · Selmosson 74e |       |          | Stadio dei Centomila, Rome 16h00 Arbitre : Menchini |

| dimanche 13 mai 1956 31e journée | Inter | 0 - 2           | Juventus | Stadio San Siro, Milan 16h00 Arbitre : Seipelt |
| dimanche 13 mai 1956 31e journée |       | 25e 37e Colombo |          | Stadio San Siro, Milan 16h00 Arbitre : Seipelt |

| dimanche 20 mai 1956 32e journée | Juventus                                     | 3 - 1 | Pro Patria     | Stadio Comunale, Turin 16h00 Arbitre : Smorto |
| dimanche 20 mai 1956 32e journée | Colella 8e · Boniperti 68e · Orzan 70e (csc) |       | 34e Vicariotto | Stadio Comunale, Turin 16h00 Arbitre : Smorto |

| dimanche 27 mai 1956 33e journée | Lanerossi Vicence                      | 3 - 2 | Juventus                  | Stadio Romeo Menti, Vicence 16h00 Arbitre : Adami |
| dimanche 27 mai 1956 33e journée | Campana 4e · Savoini 35e · Manente 75e |       | 25e Colombo · 62e Colella | Stadio Romeo Menti, Vicence 16h00 Arbitre : Adami |

| dimanche 3 juin 1956 34e journée | Juventus                      | 2 - 2 | Bologne                           | Stadio Comunale, Turin 16h00 Arbitre : Marchetti |
| dimanche 3 juin 1956 34e journée | Colella 9e · Emoli 50e (pen.) |       | 39e (pen.) Pivatelli · 70e Pozzan | Stadio Comunale, Turin 16h00 Arbitre : Marchetti |

#### Classement
|  |     | Classement final 1955-1956 | Pts | MJ | V  | N  | D  | BP | BC | Dif |
|  | --- | -------------------------- | --- | -- | -- | -- | -- | -- | -- | --- |
|  | 1.  | Fiorentina                 | 53  | 34 | 20 | 13 | 1  | 59 | 20 | +39 |
|  | 2.  | Milan                      | 41  | 34 | 16 | 9  | 9  | 70 | 48 | +22 |
|  | 3.  | Inter                      | 39  | 34 | 16 | 7  | 11 | 57 | 36 | +21 |
|  | 4.  | Lazio                      | 39  | 34 | 14 | 11 | 9  | 54 | 46 | +8  |
|  | 5.  | Bologne                    | 37  | 34 | 15 | 7  | 12 | 68 | 52 | +16 |
|  | 6.  | Roma                       | 35  | 34 | 11 | 13 | 10 | 43 | 40 | +3  |
|  | 7.  | Sampdoria                  | 35  | 34 | 12 | 11 | 11 | 51 | 54 | -3  |
|  | 8.  | Padoue                     | 34  | 34 | 14 | 6  | 14 | 41 | 43 | -2  |
|  | 9.  | SPAL                       | 33  | 34 | 10 | 13 | 11 | 40 | 39 | +1  |
|  | 10. | Genoa                      | 33  | 34 | 12 | 9  | 13 | 50 | 52 | -2  |
|  | 11. | Torino                     | 33  | 34 | 12 | 9  | 13 | 43 | 45 | -2  |
|  | 12. | Juventus                   | 33  | 34 | 8  | 17 | 9  | 32 | 37 | -5  |

### Matchs amicaux
| dimanche 4 septembre 1955 | Cremonese      | 1 - 2 | Juventus         |  |
| dimanche 4 septembre 1955 | Buteur inconnu |       | Buteurs inconnus |  |

| dimanche 11 septembre 1955 | Padoue           | 3 - 0 | Juventus |  |
| dimanche 11 septembre 1955 | Buteurs inconnus |       |          |  |

| dimanche 20 novembre 1955 | Monza            | 3 - 1 | Juventus       |  |
| dimanche 20 novembre 1955 | Buteurs inconnus |       | Buteur inconnu |  |

## Effectif du club
Effectif des joueurs de la Juventus Football Club lors de la saison 1955-1956.

## Buteurs
| 7 buts - Leonardo Colella 6 buts - Giampiero Boniperti 5 buts - Antonio Montico | 3 buts - Umberto Colombo - Flavio Emoli - Juan Vairo 1 but - Giorgio Bartolini - Angelo Caroli - Stefano Francescon - Guglielmo Oppezzo |